# МЦ 110
МЦ 110 — семейство советских двуствольных охотничьих ружей и штуцеров высокого класса.

## История
Ружьё МЦ 110 было разработано ЦКИБ СОО на основе конструкции двуствольного ружья МЦ 10.
После завершения испытаний, в январе 1979 года ружья МЦ 110-12 и МЦ-110-20 были представлены в павильоне "Охота" на выставке достижений народного хозяйства СССР в Москве, в дальнейшем они предлагались на экспорт.
К концу 1987 года были изготовлены несколько ружей МЦ 110 под патроны 20/76 мм "Магнум".
В августе 1996 года сертификацию в качестве гражданского оружия прошло только гладкоствольное ружьё МЦ 110-12.

## Описание
МЦ 110 представляет собой бескурковое двуствольное охотничье оружие с горизонтальным расположением стволов.
Стволы и цевье отъемные. Соединение стволов со ствольной коробкой - ствольными крюками, осью шарнира, цевьем и поперечной планкой, а запирание - рамкой, входящей в паз подствольного крюка. Рычаг отпирания - сверху на ствольной коробке.
Ударно-спусковой механизм с двумя спусковыми крючками и внутренними курками смонтирован на отдельном основании. Бойки выполнены отдельно от курков и взводятся при открывании стволов. 
Предохранитель запирает спусковые крючки. Также ружьё снабжено эжекторным механизмом, интерсепторами и обеспечивает возможность плавного спуска курков.
Ложа - с пистолетной или прямой формой шейки, с выступом или без выступа под щеку, изготавливалась из лакированной ореховой древесины.
Штуцера помимо открытого прицела комплектовались четырехкратным оптическим прицелом ПО4х34 (которые производил Загорский оптико-механический завод).
МЦ-110 рассчитано на применение ружейных патронов в бумажных и металлических гильзах.

## Варианты и модификации
- МЦ 110-01 - гладкоствольное охотничье ружьё под патрон 12/70 мм с 750-мм стволами (масса 3,1 - 3,3 кг). Сверловка правого ствола с дульным сужением 0,5 мм, левого - с дульным сужением 1 мм. В отличие от остальных модификаций, имеет один спусковой крючок[2].
- МЦ 110-07 - двуствольная охотничья винтовка с 600-мм стволами под патрон 7,62×51 мм (масса оружия - 3,6 кг)[2][1]
- МЦ 110-09 - двуствольная охотничья винтовка с 600-мм стволами под патрон 9 × 53 мм R (масса оружия - 3,6 кг, стволы с шестью нарезами)[3][2][1]
- МЦ 110-12 - гладкоствольное охотничье ружьё под патрон 12/70 мм[4] с 750-мм стволами (масса 3,1 - 3,3 кг). Сверловка правого ствола с дульным сужением 0,5 мм, левого - с дульным сужением 1 мм[3][2][1].
- МЦ 110-20 - гладкоствольное охотничье ружьё под патрон 20/70 мм[4] с 675-мм стволами (масса 2,7 - 2,9 кг). Сверловка правого ствола с дульным сужением 0,5 мм, левого - с дульным сужением 0,8 мм[3][2][1].

## Страны-эксплуатанты
- СССР
- Молдова - гладкоствольное ружьё МЦ 110-12 сертифицировано в качестве гражданского охотничьего оружия[8]
- Россия — гладкоствольное ружьё МЦ 110-12 сертифицировано в качестве гражданского охотничьего оружия[7]